# تازه‌وارد
تازه‌وارد (انگلیسی: Just Dropped In) یک فیلم کمدی صامت کوتاه به کارگردانی هال روچ است که در سال ۱۹۱۹ منتشر شد.

## بازیگران
- هارولد لوید
- اسناب پالرد
- ببه دنیلز
- والاس هاو
- مارگارت جاسلین
- بل میچل
- نوآ یانگ
- استل هَریسون